# Factor de crecimiento transformante beta 1
El factor de crecimiento transformante beta 1, TGF-β1 o TGFB1 es una proteína perteneciente a la superfamilia de factores de crecimiento transformante beta de las citoquinas. Es una proteína de secreción que lleva a cabo diversas funciones en la célula, como el control del crecimiento celular, proliferación celular, procesos de diferenciación y apoptosis. En humanos, el TGF-β1 es codificado por el gen tgfb1.

## Función
TGFB1 es una proteína multifuncional implicada, como ya se ha dicho, en el control de la proliferación y la diferenciación, así como en otras funciones de diversos tipos celulares. Esta proteína actúa sinérgicamente con TGF-alfa en la inducción de la tumorogénesis. También actúa como un factor de crecimiento autocrino negativo. La desregulación de la activación y de la ruta de señalización del TGFB1 puede desencadenar apoptosis. Muchas células sintetizan TGFB y casi todas ellas tienen receptores específicos para reconocerlo. Tanto TGFB1, como TGFB2 y TGFB3 actúan a través de los mismos sistemas receptores de señalización.
TGFB1 fue el primer miembro de la familia en ser descubierto en plaquetas humanas, como una proteína de 25 kDa con un posible papel en el proceso de cicatrización. Posteriormente, fue caracterizado como un precursor proteico de gran tamaño (de unos 390 aminoácidos) que era procesado por proteólisis para producir un péptido maduro de 112 aminoácidos.
TGFB1 juega un importante papel en el control del sistema inmune y muestra diferentes actividades en diferentes tipos de células, o  en diferentes estadios de desarrollo de la célula. La mayoría de las células inmunes (o leucocitos) secretan TGFB1.

### TGF-β1 y células T
Algunos tipos de células T, como los linfocitos T reguladores, liberan TGFB1 para inhibir la acción de otras células T. La proliferación dependiente de IL-1 e IL-2 de células T activadas, y la activación de linfocitos T CD4+ y linfocitos T CD8+ quiescentes es impedida por la actividad de TGFB1. De igual modo, el TGFB1 puede inhibir la secreción y la actividad de otras muchas citoquinas, como el interferón gamma, el factor de necrosis tumoral alfa (TNFα) y varias interleuquinas. También puede disminuir los niveles de expresión de receptores de citoquinas, tales como el receptor de IL-2, para suprimir la actividad de las células inmunes. Sin embargo, el TGFB1 también puede incrementar la expresión de ciertas citoquinas en las células T y promover su proliferación, especialmente si las células son inmaduras.

### TGF-β1 y células B
El TGFB1 tiene un efecto similar en las células B, que también puede variar de acuerdo al estado de diferenciación de la célula donde actúe. Esencialmente, inhibe la proliferación y la apoptosis de linfocitos B, y juega un papel crucial en el control de la expresión de anticuerpos, transferrina y proteínas MHC clase II tanto en células B inmaduras como maduras.

### TGF-β1 y células mieloides
El efecto del TGFB1 en macrófagos y monocitos es predominantemente supresor, pudiendo inhibir la proliferación de estas células y evitar así la producción de reactivos de oxígeno, como el superóxido, y de nitrógeno, como el óxido nítrico. Sin embargo, al igual que sucede con otros tipos celulares, TGFB1 también puede tener el efecto opuesto en células de origen mieloide. Por ejemplo, TGFB1 actúa como un quimioatrayente, dirigiendo una respuesta inmune sobre algunos patógenos; macrófagos y monocitos responden a bajos niveles de TGFB1 de un modo quimiotáctico. Además, la expresión de citoquinas monocíticas (incluyendo IL-1-beta y TNF-alfa), y la fagocitosis por macrófagos puede verse incrementada por la acción del TGFB1.

## Interacciones
El TGFB1 ha demostrado ser capaz de interaccionar con:
- Receptor de TGF-beta 1[13][14]
- LTBP1[15]
- YWHAE[16]
- EIF3I[17]
- Decorina[18][19][20]

## Lecturas complementarias
- Border WA, Noble NA (1994). «Transforming growth factor beta in tissue fibrosis.». N. Engl. J. Med. 331 (19): 1286-92. PMID 7935686. doi:10.1056/NEJM199411103311907.
- Munger JS, Harpel JG, Gleizes PE, et al. (1997). «Latent transforming growth factor-beta: structural features and mechanisms of activation.». Kidney Int. 51 (5): 1376-82. PMID 9150447. doi:10.1038/ki.1997.188.
- Iozzo RV (1999). «The biology of the small leucine-rich proteoglycans. Functional network of interactive proteins.». J. Biol. Chem. 274 (27): 18843-6. PMID 10383378. doi:10.1074/jbc.274.27.18843.
- Reinhold D, Wrenger S, Kähne T, Ansorge S (1999). «HIV-1 Tat: immunosuppression via TGF-beta1 induction.». Immunol. Today 20 (8): 384-5. PMID 10431160. doi:10.1016/S0167-5699(99)01497-8.
- Yamada Y (2002). «Association of polymorphisms of the transforming growth factor-beta1 gene with genetic susceptibility to osteoporosis.». Pharmacogenetics 11 (9): 765-71. PMID 11740340. doi:10.1097/00008571-200112000-00004.
- Chen W, Wahl SM (2002). «TGF-beta: receptors, signaling pathways and autoimmunity.». Curr. Dir. Autoimmun. 5: 62-91. PMID 11826761. doi:10.1159/000060548.
- Marone M, Bonanno G, Rutella S, et al. (2003). «Survival and cell cycle control in early hematopoiesis: role of bcl-2, and the cyclin dependent kinase inhibitors P27 and P21.». Leuk. Lymphoma 43 (1): 51-7. PMID 11908736. doi:10.1080/10428190210195.
- Schnaper HW, Hayashida T, Hubchak SC, Poncelet AC (2003). «TGF-beta signal transduction and mesangial cell fibrogenesis.». Am. J. Physiol. Renal Physiol. 284 (2): F243-52. PMID 12529270. doi:10.1152/ajprenal.00300.2002.
- Kalluri R, Neilson EG (2004). «Epithelial-mesenchymal transition and its implications for fibrosis.». J. Clin. Invest. 112 (12): 1776-84. PMID 14679171. doi:10.1172/JCI200320530.
- Grainger DJ (2005). «Transforming growth factor beta and atherosclerosis: so far, so good for the protective cytokine hypothesis.». Arterioscler. Thromb. Vasc. Biol. 24 (3): 399-404. PMID 14699019. doi:10.1161/01.ATV.0000114567.76772.33.
- Attisano L, Labbé E (2004). «TGFbeta and Wnt pathway cross-talk.». Cancer Metastasis Rev. 23 (1-2): 53-61. PMID 15000149. doi:10.1023/A:1025811012690.
- McGowan TA, Zhu Y, Sharma K (2005). «Transforming growth factor-beta: a clinical target for the treatment of diabetic nephropathy.». Curr. Diab. Rep. 4 (6): 447-54. PMID 15539010. doi:10.1007/s11892-004-0055-z.
- Sheppard D (2006). «Integrin-mediated activation of latent transforming growth factor beta.». Cancer Metastasis Rev. 24 (3): 395-402. PMID 16258727. doi:10.1007/s10555-005-5131-6.
- Gressner AM, Weiskirchen R (2006). «Modern pathogenetic concepts of liver fibrosis suggest stellate cells and TGF-beta as major players and therapeutic targets.». J. Cell. Mol. Med. 10 (1): 76-99. PMID 16563223. doi:10.1111/j.1582-4934.2006.tb00292.x.
- Seoane J (2006). «Escaping from the TGFbeta anti-proliferative control.». Carcinogenesis 27 (11): 2148-56. PMID 16698802. doi:10.1093/carcin/bgl068.
- Lee CG, Kang HR, Homer RJ, et al. (2006). «Transgenic modeling of transforming growth factor-beta(1): role of apoptosis in fibrosis and alveolar remodeling.». Proceedings of the American Thoracic Society 3 (5): 418-23. PMID 16799085. doi:10.1513/pats.200602-017AW.
- Wahl SM (2007). «Transforming growth factor-beta: innately bipolar.». Curr. Opin. Immunol. 19 (1): 55-62. PMID 17137775. doi:10.1016/j.coi.2006.11.008.
- Redondo S, Santos-Gallego CG, Tejerina T (2007). «TGF-beta1: a novel target for cardiovascular pharmacology.». Cytokine Growth Factor Rev. 18 (3-4): 279-86. PMID 17485238. doi:10.1016/j.cytogfr.2007.04.005.